# ویتولد اسکاروخ
ویتولد اسکاروخ (لهستانی: Witold Skaruch؛‏ ۱۱ ژانویهٔ ۱۹۳۰ – ۱۷ فوریهٔ ۲۰۱۰) بازیگر و کارگردان فیلم اهل لهستان بود.
از فیلم‌ها یا برنامه‌های تلویزیونی که وی در آن نقش داشته‌است، می‌توان به سفری برای یک لبخند، جمهوری امید، قطار شب، جن‌زدگان و سرهنگ وُوُدیوفسکی اشاره کرد.